# Keene, New Hampshire
Keene är huvudort i Cheshire County, New Hampshire, USA med en yta av 97,3 km² och hade en befolkning som uppgick till 23 409 invånare år 2010. 
Keene är beläget i delstatens sydvästligaste del cirka 70 km från delstatshuvudstaden Concord och cirka 15 km öster om gränsen till delstaten Vermont.

## Kända personer från Keene
- David Edward Boufford, botaniker
- Samuel Dinsmoor Jr., politiker